# Distrikt Qasigiannguit
Qasigiannguit ist seit 2009 ein grönländischer Distrikt in Westgrönland. Er ist deckungsgleich mit der von 1950 bis 2008 bestehenden Gemeinde Qasigiannguit.

## Lage
Der Distrikt Qasigiannguit liegt an der Südostküste der Diskobucht. Westlich grenzt der Distrikt Aasiaat an und nördlich der Distrikt Ilulissat.

## Geschichte
Die Gemeinde Qasigiannguit entstand 1950 durch die Dekolonialisierung des Kolonialdistrikts Christianshaab.
Ende der 1960er Jahre wurde die nördliche Gemeindegrenze nach Süden verlegt, sodass das Gebiet der früheren Gemeinde Ilimanaĸ an die Gemeinde Ilulissat fiel.
Bei der Verwaltungsreform 2009 wurde die Gemeinde Qasigiannguit in die Qaasuitsup Kommunia eingegliedert und zu einem Distrikt. Seit 2018 ist der Distrikt Qasigiannguit Teil der Kommune Qeqertalik.

## Orte
Neben der Stadt Qasigiannguit befindet sich lediglich das Dorf Ikamiut im Distrikt Qasigiannguit:
Daneben lag die verlassene Siedlung Akulliit im damaligen Gemeindegebiet.

## Wappen
Das Wappen ist horizontal weiß-blau geteilt. Darauf befinden ich eine rote und eine weiße Garnele. Qasigiannguit war bedeutend für die Garnelenfischerei. Garnelen sind von sich aus weiß, werden aber nach dem Kochen rot. Das Wappen wurde 1970 angenommen.

## Bevölkerungsentwicklung
Die Einwohnerzahl des Distrikts ist stark rückläufig.